# بیکوز
بیکوز (ترکی استانبولی: Beykoz) از ناحیه‌های قسمت آسیایی استانبول که در استان استانبول از ناحیه مرمره قرار گرفته‌است. طبق آخرین سرشماری به سال ۲۰۱۲ میلادی این ناحیه ۲۴۶٬۳۵۲ نفر جمعیت دارد. در دهه گذشته بدلیل وجود آب و هوای عالی و مناطق لوکس تبدیل به یکی از مناطق پر طرفدار در استانبول شده است. از مهم‌ترین مناطق لوکس بیکوز می‌توان به محله آجار و شهرک آجار کنت و برج‌های آجاربلو اشاره کرد.

## نگارخانه

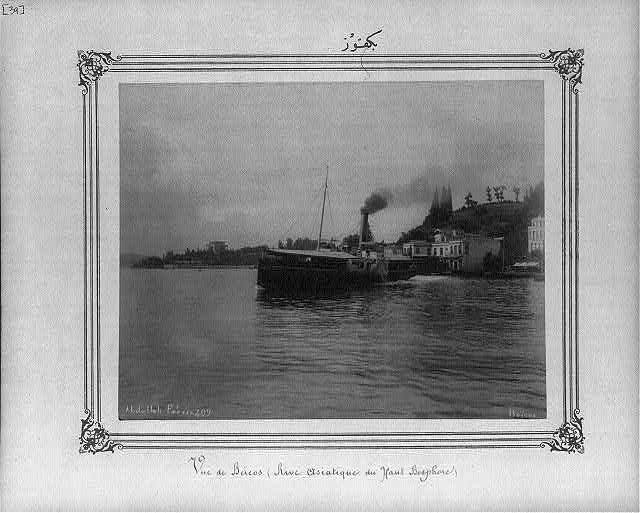
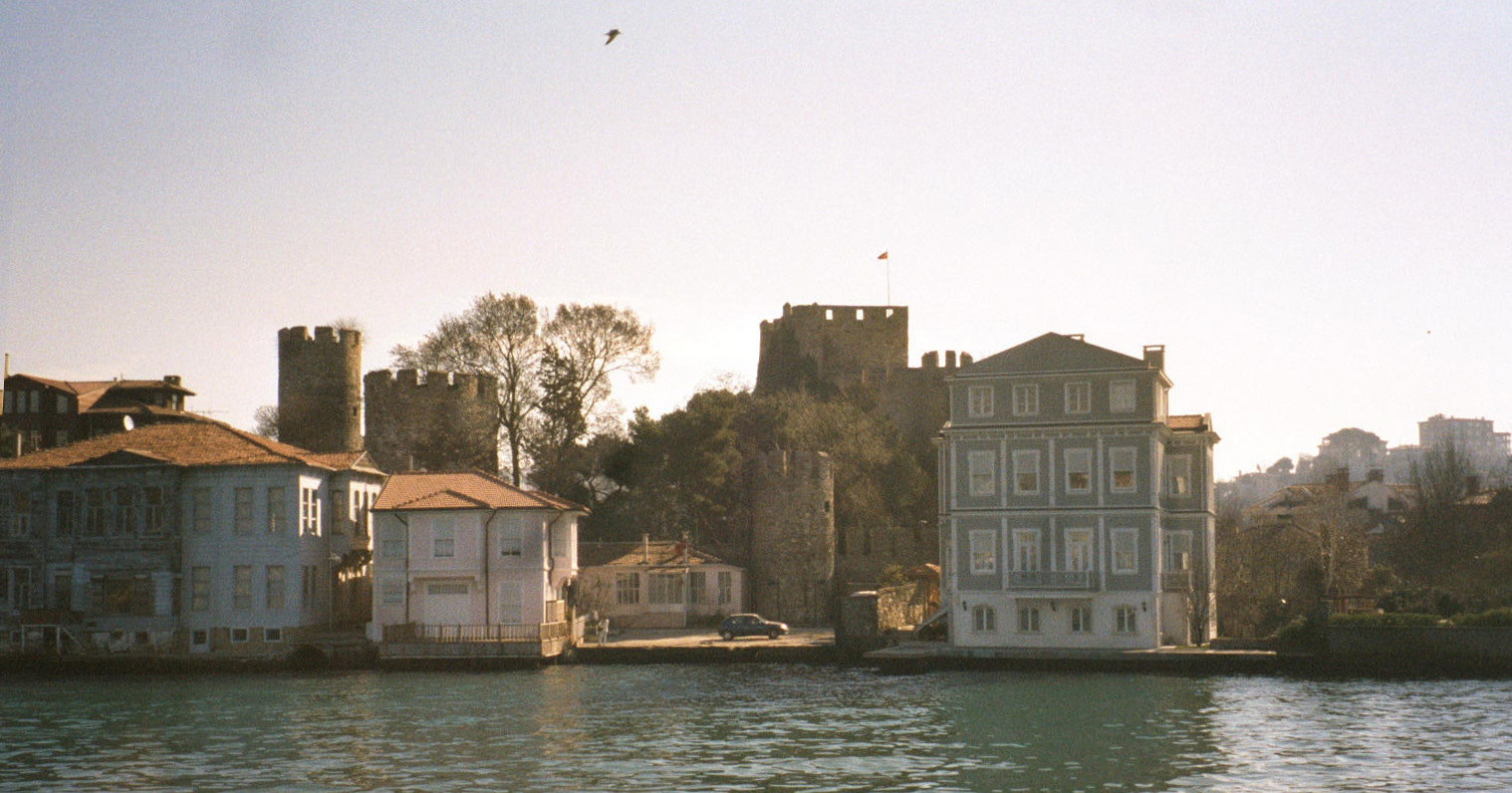